# 앨릭스 탤튼
앨릭스 탤튼(Alix Talton, 1920년 6월 7일 ~ 1992년 4월 7일)은 미국의 영화배우이다.
애틀랜타에서 태어났으며 버뱅크에서 사망하였다.

## 영화
- 코만도 전략 (1968년)
- 죽음의 사마귀 (1957년)
- 락 어라운드 더 클락 (1956년)
- 나는 비밀을 알고 있다 (1956년)
- 14시간 (1951년)
- 허스 투 홀드 (1943년)
- 만찬에 온 사나이 (1942년)